# Арбус
Арбус (італ. Arbus, сард. Arbus) — муніципалітет в Італії, у регіоні Сардинія,  провінція Медіо-Кампідано.
Арбус розташований на відстані близько 420 км на південний захід від Рима, 60 км на північний захід від Кальярі, 26 км на захід від Санлурі, 15 км на північний захід від Віллачідро.
Населення — 6465 осіб (2014).

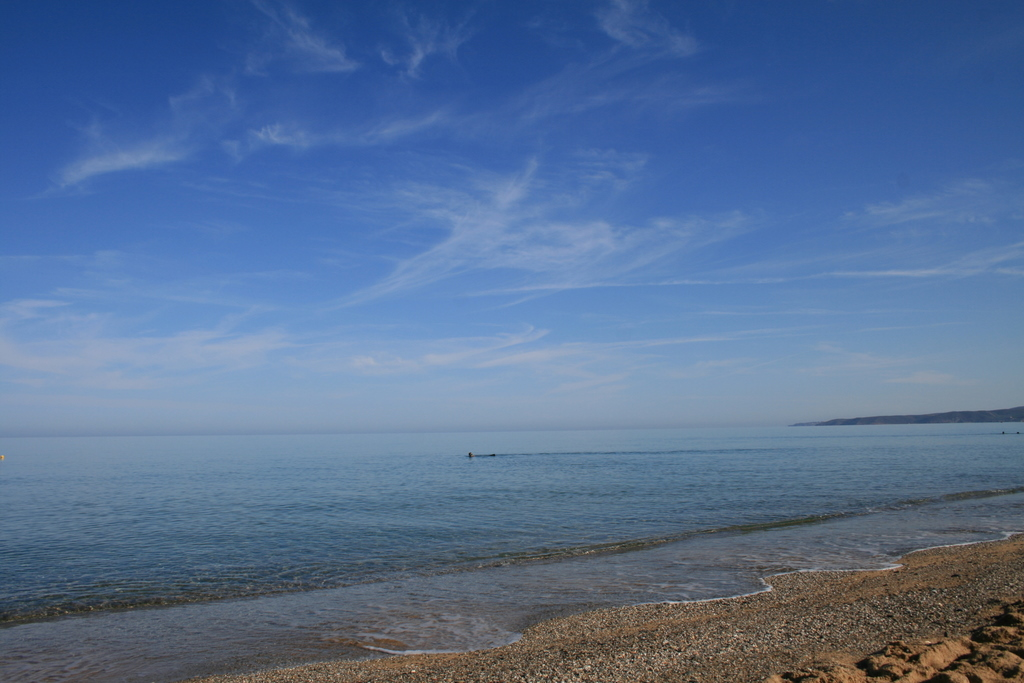

Щорічний фестиваль відбувається 20 січня. Покровитель — San Sebastiano.

## Демографія
Населення за роками:

Станом на 1 січня 2023 року в муніципалітеті офіційно проживало 59 іноземців з 15 країн, серед них 40 громадян країн Євросоюзу.

## Сусідні муніципалітети
- Флумінімаджоре
- Гонносфанадіга
- Гуспіні
- Терральба